# Jaconé
Jaconé é um bairro limítrofe dos municípios de Saquarema e Maricá, lar de muitos pescadores, pesquisadores e surfistas.

## Comunidade
O bairro possui um DPO da PMERJ, um posto de saúde 24h e três escolas públicas, uma na parte que pertence ao município de Maricá e duas na que pertence ao município de Saquarema.  

## Geografia
O bairro faz divisa com os bairros de Ponta Negra, Sampaio Correa, Serra do Mato Grosso e Barra Nova. Sua praia, com 11km de extensão, é limpa, de ondas fortes, e muito pouco frequentada, sendo um ótimo local para a prática de surf e pesca à linha.
A lagoa de Jaconé tem 3,6km² de área e é completamente despoluída, consequentemente, é a morada de vários tipos de peixes, crustáceos e moluscos, o que atraí inúmeros pescadores. Em suas margens, pode-se encontrar diversas espécies de animais, como jacarés, cobras, capivaras e diversas espécies de aves. O canal por sua vez que serve de ligação da Lagoa de Jaconé com a Lagoa de Saquarema que está interligada ao mar. O bairro ainda é banhado pelo final da Lagoa de Saquarema.
Sua praia conta com as famosas "beach rocks"  , citadas por Charles Darwin quando esteve no bairro em sua famosa jornada em terras brasileiras, logo, é um grande atrativo para muitos pesquisadores frequentarem o local.

### Subdivisões do bairro
O bairro de Jaconé tem algumas subdivisões por conta de sua extensão territorial. As subdivisões são: Manitiba, Caxias, Jaconé Velho e Cabanas, na parte territorial pertencente a Saquarema. Restinga, Coreia e Roberto Marinho na parte territorial pertencente a Maricá. 

## Futuro polo naval
Um projeto de construção de um polo naval no bairro de Jaconé na parte que pertence à cidade de Maricá está em andamento. Muitos ambientalistas são contra o projeto. 
O governo fluminense apoia o projeto. Segundo a secretaria estadual de Desenvolvimento Econômico, a área poderá escoar a produção do Complexo Petroquímico do Rio de Janeiro (Comperj), localizado em Itaboraí, além de receber estaleiro para a manutenção de plataformas. O porto de Jaconé terá capacidade para receber 850 mil barris/dia de petróleo, o que corresponde a 40% da produção atual do país. Na época da publicação do projeto, a previsão era de que a obra seja concluída em 2015, coincidindo com a inauguração do Comperj.